# Traités antiques sur l'agriculture
Dans le monde gréco-romain, les traités sur l’agriculture et l’élevage sont souvent désignés par les vocables de géorgiques ou géoponiques ; quant à leurs auteurs par les termes de scriptores rei rusticae ou geoponici.

## Chronologie
Le premier ouvrage s’intéressant à ce sujet est attribué à Hésiode au VIIe siècle av. J.-C., néanmoins dans Les Travaux et les Jours, calendrier agricole, pas d’influence de l’homme, le rôle du cultivateur est de faire son travail de façon à plaire aux dieux. 
Environ trois siècles plus tard, Xénophon écrira son Économique que l’on peut considérer comme le plus ancien traité d’agronomie qui nous soit parvenu. En effet chez Xénophon, l’agriculture n’est pas du seul domaine des dieux. Les hommes peuvent de par leurs propres actions influer sur la productivité de leurs terres. Adopter de bonnes pratiques ne sert pas juste au plaisir des dieux mais à améliorer directement l’efficacité de leur travail.
À l’époque hellénistique, la littérature s’intéressant de près ou de loin à l’agriculture est florissante, mais l’essentiel des ouvrages ne nous sont pas parvenues. Varron livre une cinquantaine de noms, dont ceux d’Aristote, de Théophraste ou d’Archytas mais le plus grand nombre reste inconnu de nos jours. Selon Varron ces ouvrages traitent les choses plus d’un point de vue plus philosophique et scientifique que technique et toujours selon lui se sont donc éloignées du véritable sujet. Deux ouvrages ressortent du lot : un traité diffusé sous le nom de Démocrite mais dont l’auteur est en fait Bolos de Mendès ; mais surtout le traité en langue punique de Magon le Carthaginois. De ces deux traités sont connus uniquement quelques fragments ou citations.
Le traité de Magon, particulièrement considéré, est l’une des sources les plus importantes et les plus citées par les auteurs postérieurs. Le travail de Magon était si célèbre et estimé qu’il eut l’insigne honneur et ce à la demande expresse du sénat romain, d’être sauvé lors de la destruction de Carthage en -146. Ramené à Rome, ses vingt-huit livres furent traduits du punique en latin sous la direction de Décimus Silanus. Le texte de Magon passa probablement dans le « monde grec » à la même époque. En effet, Cassius Dionysus rédigea un traité de vingt livres en langue grecque dont huit livres étaient issus de Magon. C’est dans ce même IIe siècle av. J.-C. que débute la tradition originale latine avec Caton l'Ancien avec son De agri cultura. Caton et les auteurs latins successifs sont quasi exclusivement des propriétaires terriens au contraire des auteurs grecs. Ils cherchent à écrire plutôt des « manuels pratiques » à l’usage de leurs semblables dans un latin sans fioritures et sans « digressions théoriques ».
Le Ier siècle av. J.-C. voit le sujet se développer dans le monde romain. Les Sasernae sont notamment connus pour avoir donné une estimation de la force de travail nécessaire à un travail donné. Gnaeus Tremellius Scrofa met en avant la nécessité d’une gestion rigoureuse, de même que l’importance d’organiser les plantations de manière à assurer le meilleur rendement, et non pas uniquement le plaisir des yeux. Mais surtout Varron, contemporain de Scrofa, intègre dans son Rerum Rusticarum toutes ces traditions, et finit de systématiser et de définir ce qu’embrasse l’agriculture (dans l’Antiquité) : cultures arables, élevage, arboriculture, maraîchage, produits de luxe, gestion des esclaves et du domaine foncier. Virgile composera aussi les Géorgiques qui traite d’agriculture ; mais il s’agit plutôt d’un long poème sur l’agriculture que d’un traité sur l’agriculture. Dans le même temps, dans le monde grec, Diophane de Nicée tire un traité (perdu) de six livres des vingt de celui de Cassius Dionysus.

De medicina

Durant le siècle d'Auguste, Julius Hyginus écrit sur le maraichage et l'apiculture, Sabinus Tiron sur l'horticulture, puis au début de l'empire Julius Graecinus et Julius Atticus écrivent sur la culture des vignes, et Aulus Cornelius Celsus sur l'affermage (De Medicina). Le travail le plus abouti est celui de Columelle avec ses De Arboribus et De Agricultura qui ont été traduits en grec. Il est paradoxal de noter que les travaux de Columelle ont beaucoup moins influencé l'Italie que les provinces de Gaule ou d'Hispanie, où l'instruction agricole est la principale instruction que recevaient les notables locaux. L'œuvre de Columelle produit une sorte de manuel scolaire populaire. Au IIIe siècle, Quintus Gargilius Martialis de Maurétanie compile un ouvrage dans lequel la botanique médicale et l'art vétérinaire étaient inclus. Une très grande partie de cette œuvre est conservée. L'Opus Agriculturae de Palladius au IVe siècle, en quatorze livres, en grande partie dérivé du Columelle, est réarrangé d'une manière calendaire de façon à faciliter le travail des fermiers. Le quatorzième livre traitant de la sylviculture est écrit sous forme de poème. La totalité de l'œuvre de Palladius est connue.